# Piełym (rzeka)
Piełym (ros. Пелым, także Bolszoj Piełym, Большой Пелым) – rzeka w azjatyckiej części Rosji, na terenie obwodu swierdłowskiego, lewostronny dopływ Tawdy.
Źródło rzeki znajduje się na wschodnich zboczach Uralu Północnego. Rzeka płynie w kierunku południowo-wschodnim Niziną Zachodniosyberyjską. W dolnym biegu przepływa przez jezioro Piełymskij Tuman.
Długość rzeki wynosi 707 km, a powierzchnia dorzecza – 15 200 km². Rzeka jest żeglowna w dolnym biegu, na długości 245 km. Zasilana jest głównie wodami topniejących śniegów. Zamarza w okresie od października do kwietnia. 